# 青梅市立新町小学校
青梅市立新町小学校（おうめしりつしんまちしょうがっこう）は、東京都青梅市にある公立小学校。創立は1973年。最寄り駅はJR青梅線小作駅。

## 概要
開校当時は1年生から5年生までの10学級、児童数314名だったが、平成18年度現在で29学級、児童数1001名のマンモス校となり、東京都で一番大きな小学校になった。開校記念日は5月1日。少しずつ人数は減っている。

## 沿革
- 1973年（昭和48年）
  - 4月1日 - 創立。
  - 4月6日 - 開校式、第1回入学式、始業式を挙行。鉄筋校舎1棟、プレハブ仮設屋内体育館1棟、1年から5年までの10学級、児童数314名、教職員16名でスタートを切った。
- 1974年（昭和49年）
  - 1月28日 - 校章制定。
  - 3月23日 - 校歌制定。体育館完成。
  - 5月1日 - この日を開校記念日と定める。
  - 5月17日 - 校旗が完成する。
  - 6月13日 - 第2期工事完成、特別教室移動と使用開始。
- 1975年（昭和50年）3月24日 - 第1回卒業式挙行。
- 1983年（昭和58年）
  - 3月31日 - 藤橋小学校開校により、藤橋小学校へ1学年～4学年児童21名が転出する。
  - 11月20日 - 創立10周年記念式典挙行。
- 1984年（昭和59年）5月26日 - 第1回PTA総会開催。
- 1990年（平成2年）
  - 6月2日 - プール改修工事終了。
  - 11月15日 - 体育館改修工事完了。
- 1993年（平成5年）5月22日 - 増築校舎4教室完成。
- 2000年（平成12年）3月26日 - 2教室増設工事完了。
- 2003年（平成15年）11月22日 - 創立30周年記念式典挙行。
- 2006年（平成18年）10月 - 防犯カメラ設置。
- 2010年（平成22年）3月 - 耐震補強工事終了。
- 2011年（平成23年）3月 - 平成22年度卒業制作校歌、体育館に設置。
- 2012年（平成24年）8月 - 全学級に冷房設備設置。
- 2017年（平成29年）4月 - 放課後子ども教室『夕やけランド』開始。
- 2018年（平成30年）5月 - 特別支援教室「みらいLabo新町」開級。
- 2019年（令和元年）11月 - トイレ改修工事完了。
- 2023年（令和5年）11月18日 - 創立50周年記念式典挙行[1]。

## 所在地
- 東京都青梅市新町5丁目21番地の1

## 周辺施設
- 青梅市立富士塚公園 - 敷地が隣接。
- 青梅市立新町中学校 - 青梅市道をはさんで、敷地が隣接。
- 東京都水道局新町給水所 - 青梅市道をはさんで、敷地が隣接。
- 新町こどもクラブ
- ローソン 青梅新町五丁目店
- オザムバリュー 新町店
- ヤオコー 青梅今寺店
- ヤサカ 家具本店・青梅新町店
- ゲオ 青梅新町店

## アクセス
- 西東京バス「平松北」停留所（都道181号線上）下車後、学校正門まで、
  - 「小02」系統の小作駅東口（末広二丁目西先回り）行のりばから、徒歩約350m・約6分。
    - オザムバリュー新町店付近の都道181号線を跨ぐ横断歩道を経由する必要があるため、次述の逆方向の「小03」系統の停留所より、距離が延びる。

  - 「小03」系統の小作駅東口（西東京バス青梅支所先回り）行のりばから、徒歩約255m・約4分。
- 都営バス「梅70」系統で、「新町小学校入口」停留所（都道5号線上）下車後、学校正門まで、
  - 小平駅前行・花小金井駅北口行のりばから、徒歩約410m・約6分。
  - 都営バス青梅車庫行のりばから、徒歩約525m・約8分。
    - なお、学校敷地からバス停留所まで、最短で約160m前後だが、道路形状と正門設置箇所の関係で、遠廻りとなる。